# Атентат у Народној скупштини
Атентат у Народној скупштини је извршен 20. јуна 1928. године када је Пуниша Рачић, српски политичар из Црне Горе, на седници Народне скупштине Краљевине СХС пиштољем убио групу народних посланика Хрватске сељачке странке. Рачић је упуцао три чланa ХСС, укључујући и њеног вођу Стјепана Радића. Двојица посланика су одмах убијена, док је Стјепан Радић смртно рањен преминуо месец дана касније.

## Ток атентата
Дана 20. јун 1928. веома бурна седница Народне скупштине је ескалирала током наступа радикалског посланика Томе Поповића, који је вербално напао Стјепана Радића, који је одбијао да се укључи у дискусију, и упркос опомени председника скупштине, запретио да ће „Ако се ваш вођа, ако Стјепан Радић, који брука хрватски народ, и даље продужи са вређањем, да ће његова глава пасти. Ја вам господо то кажем и од тога не бежим! Ја вам то јамчим!". Тому Поповића је за говорницом заменио Пуниша Рачић, радикалски посланик из Црне Горе, који је, пошто је поздравио држање посланика Поповића и сам запретио „И господо, као Србин и народни посланик према својој нацији и отаџбини отворено кажем, да ћу употребити и друго оружје, које треба да заштити интересе српства..." Пошто је посланик Светозар Прибићевић казао „Хоћете да се у Лондону чује да се овде прети оружјем?" Рачић је наставио „Има неколико година, откад је требало да се наша држава консолидира, кад је требао наш народ да искористи, што је стекао у рату својим јунаштвима и верношћу према савезницима. Све дотле је један део народа употребљавао, што је најгоре, клевете да омета сређење, и издавао интересе нашег народа и ове наше државе." На оптужбу о издаји дошло је до великог узбуђења у редовима Сељачке и Самосталне демократске странке. Изреволтиран, посланик ХСС-а Иван Пернар, пришао је Рачићу који је силазио са говорнице и довикнуо му: „Опљачкао си бегове!" Рачић је прво позвао председавајућег Нинка Перића да казни Пернара, и вратио се на говорницу, где је узвикнуо „Ако га не казните, ја ћу да га казним. Ја ћу се лично обрачунати са њиме. Ко год буде покушао, да се стави између мене и Пернара, погинуће!"
Председник скупштине је у том тренутку из неразјашњених разлога напустио дворану. Тада је Рачић извадио пиштољ и прво пуцао у Пернара, ранивши га. Рачић је затим покушао да убије Радића и Прибићевића који су седели један иза другог, али је уместо њих убио Ђуру Басаричека и ранио Ивана Гранђу. Обојица су покушала да спасу Радића од Рачића. Потом је Рачић ранио Радића у стомак. Када је Павле Радић притрчао у помоћ свом стрицу, Рачић узвикнуо „Тебе сам тражио” и усмртио Павла Радића. Рачић је отишао из скупштине и аутомобилом свог брата Драгана Бојовића се одвезао у град. Сутрадан се Рачић са Бојовићем појавио код министра унутрашњих послова Антона Корошеца и предао се.
Стјепан Радић је однет у болницу и 8. августа је преминуо.

## Последице
Након убистава, хрватска опозиција се комплетно повукла из скупштине, изјавивши да се неће вратити у скупштину у којој је убијено неколико њених посланика. Првог августа, на састанку у Загребу, су осудили проглашење Краљевине СХС од 1. децембра и затражили да се преговори о уједињењу почну испочетка. Стјепан Радић је преминуо 8. августа 1928. Првог септембра 1928. конференција Хрватске странке права у Загребу доноси одлуку о самосталности и независности Хрватске.
6. јануара 1929. краљ Александар Карађорђевић уводи диктатуру којом се онемогућује сваки легални политички рад. Дан по завођењу диктатуре, 7. јануара, др. Анте Павелић тајно оснива УХРО (Усташа - хрватска револуционарна организација) у Загребу, ради борбе против наводне тираније краља Александра Карађорђевића и Југославије, а за остварење самосталне хрватске државе.

## Галерија слика
- Пуниша Рачић, атентатор
- Ђуро Басаричек, убијен
- Павле Радић, убијен
- Стјепан Радић, накнадно преминуо од последица рањавања